# Alberto I de Habsburgo
 Alberto I  (Rheinfelden, julio de 1255-Königsfelden, cerca de Brugg, Suiza, 1 de mayo de 1308), rey de Alemania, Rex Romanorum y duque de Austria y de Estiria desde 1282.
Hijo primogénito del matrimonio habido entre Rodolfo I y Gertrudis de Hohenberg. Era hermano de Clemencia de Habsburgo, y así, tío del rey Carlos I Roberto de Hungría. Se opuso a Adolfo de Nassau, al que derrotó en la batalla de Göllheim en el año 1298 y en la que Adolfo falleció. Sucedió, con algunas dificultades, a su rival como monarca germánico, pero al igual que sus antecesores inmediatos no llegó a ser coronado Emperador del Sacro Imperio Romano Germánico, habiendo de conformarse con el título de Rey de Romanos. Fue coronado en la ciudad imperial libre de Frankfurt el 27 de julio de 1298, y coronado en la catedral de Aquisgrán el 24 de agosto. Fracasó en su proyecto de convertir la corona imperial en hereditaria pero reforzó los territorios patrimoniales de los Habsburgo. En 1307 los cantones suizos alcanzaron su emancipación.
Murió asesinado por su sobrino el duque Juan de Suabia, "el Parricida", a quien había privado de su herencia, el 1 de mayo de 1308, mientras cruzaba el río Reuss en una barca.

## Matrimonio y descendencia
Se casó en Viena el 20 de diciembre de 1274 con Isabel de Tirol, hija del conde Meinhard II de Gorizia-Tirol y de Isabel de Baviera. Con Isabel tuvo once hijos:
- Ana de Habsburgo (1280-19 de marzo de 1327),[1] casada con Hermann de Brandeburgo, casada en segundas nupcias con Enrique de Breslau.
- Inés de Habsburgo (18 de mayo de 1281-10 de junio de 1364), casada con Andrés III de Hungría.
- Rodolfo III (1282-4 de julio de 1307)
- Isabel de Habsburgo (1285-19 de mayo de 1352), casada con Federico IV de Lorena.
- Federico de Austria (1289-13 de enero de 1330)
- Leopoldo I de Austria (4 de agosto de 1290-28 de febrero de 1326)
- Catalina de Habsburgo (1295-18 de enero de 1323), casada con Carlos de Calabria.
- Alberto II de Austria (12 de diciembre de 1298-20 de julio de 1358)
- Enrique de Austria (1299-3 de febrero de 1327)
- Meinhars (1300, fallecido joven)
- Otón de Austria (23 de julio de 1301-26 de febrero de 1339)
- Judith de Habsburgo (1302-1329)